# Kronika rodzinna
Kronika rodzinna (wł. Cronaca familiare)  – włoski dramat obyczajowy z 1962 w reżyserii Valeria Zurliniego, zrealizowany na podstawie powieści Vasco Pratoliniego i wyprodukowany przez Goffreda Lombardo. Zdjęcia kręcono we Florencji. Premiera filmu odbyła się 6 września 1962 podczas pokazu konkursowego na 23. Międzynarodowym Festiwalu Filmowym w Wenecji, na którym obraz zdobył główną nagrodę Złotego Lwa.

## Fabuła
Film opowiada historię długiej i trudnej relacji dwóch braci – Enrica i Lorenza, którą przerwała tragiczna śmierć młodszego z nich. Enrico, dziennikarz w jednej z rzymskich gazet, odbiera telefon z wiadomością o śmierci Lorenza. Pogrążony w smutku, wspomina chwile, które spędzili razem. Wcześnie osieroceni przez matkę, dzieciństwo przeżyli oddzielnie. Enrica wychowała babcia – kobieta uboga, lecz pełna dobroci. Lorenzo natomiast trafił pod opiekę zamożnego arystokraty i był wychowywany na dżentelmena. Chłopcy widywali się z rzadka. Zbliżyli się do siebie już jako młodzieńcy, po spotkaniu we Florencji. Od tego czasu Enrico stał się powiernikiem swojego młodszego, zdemoralizowanego i zmanierowanego brata. Czuł się za niego odpowiedzialny i w konsekwencji obwiniał siebie za życiowe zakręty i niepowodzenia Lorenza. W swoich uczuciach do młodszego brata miotał się między miłością a nienawiścią.

## Obsada
- Marcello Mastroianni jako Enrico
- Jacques Perrin jako Lorenzo
- Sylvie jako babcia
- Salvo Randone jako Salocchi
- Valeria Ciangottini jako Sandrina Zatti
- Serena Vergano jako pielęgniarka w szpitalu
- Marco Guglielmi jako lekarz w szpitalu
- Franca Pasut jako aktorka
- Miranda Campa jako gospodyni
- Nino Fuscagni jako żołnierz grający w ping-ponga
- Marcella Valeri jako pani Salocchi